# アニソンPARTY!
『アニソンPARTY!– ANIME SONGS PARTY! -』（あにそんパーティー）は、文化放送で2022年4月3日から2023年3月26日 まで日曜日20:30 - 20:45に放送されていたアニメソングのラジオ番組。

## 概要
ロックバンドのミラクルチンパンジーのボーカル大西洋平や、Youtuber「Singing Cosplayer Hikari」ことコスプレシンガーひなたひかりが、ゲストの持ち歌やゲストの思い入れがあるアニメソングを聞き、ゲストとアニメソングのカバーセッションを行う。

## パーソナリティ
- 大西洋平（ミラクルチンパンジー）
- ひなたひかり（Singing Cosplayer Hikari）

## ゲストと放送日程
| 回 | 放送日  | セッション曲             | ゲスト                                    |
| -- | ------- | ------------------------ | ----------------------------------------- |
| 1  | 4月3日  | CHA-LA HEAD-CHA-LA       | 影山ヒロノブ                              |
| 2  | 4月10日 | Olympia                  | 影山ヒロノブ                              |
| 3  | 4月17日 | Overload                 | 富金原佑菜                                |
| 4  | 4月24日 | Step                     | 富金原佑菜                                |
| 5  | 5月1日  | ハニージェットコースター | なすお☆                                   |
| 6  | 5月8日  | ピースサイン             | なすお☆                                   |
| 7  | 5月15日 | Bring Back               | YOU-TA（MADKID）&LIN（MADKID） 小寺可南子 |
| 8  | 5月22日 | 1/3の純情な感情          | YOU-TA（MADKID）&LIN（MADKID） 小寺可南子 |

## 関連番組
2022年4月に同時期開始のアニメソング番組
- アニメ・ステラー（NHKラジオ第1）
- V/R_relation（エフエム・ノースウェーブ）
- アニゲとーく（エフエム山形）